# Fannie Mae
La Asociación Nacional Federal Hipotecaria (FNMA), comúnmente conocida como Fannie Mae, es una empresa patrocinada por el gobierno de Estados Unidos (GSE) y, desde 1968, una empresa que cotiza en bolsa. Fundada en 1938 durante la Gran Depresión como parte del New Deal, el propósito de la corporación es expandir el mercado secundario hipotecario mediante la securitización de préstamos hipotecarios en forma de valores respaldados por hipotecas (MBS), permitiendo a los prestamistas reinvertir sus activos en más préstamos y, en efecto, aumentando el número de prestamistas en el mercado hipotecario al reducir la dependencia de las asociaciones de ahorro y préstamo locales (o "thrifts").
En 2023, con más de $4.3 billones en activos, Fannie Mae es la compañía más grande de Estados Unidos y la cuarta más grande del mundo por activos. Fannie Mae fue clasificada en el número 28 en las clasificaciones de Fortune 500 de las corporaciones más grandes de Estados Unidos por ingresos totales y fue clasificada en el número 75 en las clasificaciones de Fortune Global 500 de las corporaciones más grandes del mundo por ingresos totales.